# Icehouse
Icehouse (původní název byl Flowers) je novovlnná kapela ze Sydney. Původně hrála post-punk, ale úspěšnější byla po znovuobnovení o dva roky později , když se její skladby vyznačovaly čirým stylem New-Romantic. Známé jsou zejména její písně Hey Little Girl , Crazy a Electric Blue.